# ジェレミー・ゴールド
ジェレミー・ゴールド（Jeremy Gould, 1988年6月6日 - ）はアメリカ合衆国イリノイ州バッファローグローブ出身のプロ野球選手(投手)。左投右打。

## 経歴
2012年に、第3回WBC予選のイスラエル代表に選出された。